# Frank McCourt (piłkarz)
Frank McCourt (ur. 9 grudnia 1925, zm. 1 czerwca 2006) – północnoirlandzki piłkarz, który występował na pozycji pomocnika.
Piłkarską karierę rozpoczął w Dundalk. Następnie grał w Shamrock Rovers i Bristol Rovers, skąd w listopadzie 1950 przeszedł do Manchesteru City, w którym zadebiutował 3 lutego 1951 w meczu przeciwko Luton Town. Grał jeszcze w Colchester United.
McCourt w latach 1951–1953 wystąpił w sześciu meczach reprezentacji Irlandii Północnej.